# 뵈처 방정식
루찬 뵈처의 이름을 딴 뵈처 방정식(Böttcher's equation)은 함수 방정식
{\displaystyle F(h(z))=(F(z))^{n}}
이다. 여기서
- {\displaystyle h}는 {\displaystyle a}에서 {\displaystyle n}차 초끌개 고정점을 가진 해석 함수로 주어진다. (즉, {\displaystyle a}의 이웃에서 {\displaystyle h(z)=a+c(z-a)^{n}+O((z-a)^{n+1})}이고 {\displaystyle n\geq 2})
- {\displaystyle F}가 찾던 함수이다.

이 함수 방정식의 로그는 슈뢰더 방정식과 같다.

## 해
함수 방정식의 해는 음함수 형태의 함수이다.
루찬 에밀 뵈처는 1904년에 해의 존재성에 대한 증명을 스케치했다. 고정점 {\displaystyle a} 부근의 해석 함수 {\displaystyle F}는 다음과 같다.
{\displaystyle F(a)=0}
이 해는 때때로 다음과 같이 불린다.
- 뵈처 좌표
- 뵈처 함수[2]
- 뵈처 사상

완전한 증명은 1920년 조지프 릿에 의해 출판되었는데, 원래 공식을 알지 못했다.
뵈처 좌표(슈뢰더 함수의 로그)는 {\displaystyle h(z)}를 고정점 부근의 함수 {\displaystyle z^{n}}에 켤레화한다. 특히 중요한 경우는 {\displaystyle h(z)}가 {\displaystyle n} 차 다항식이고 {\displaystyle a=\infty }인 경우이다.

### 명시적 형식
다음에 대한 뵈처 좌표를 명시적으로 계산할 수 있다.
- 사상 {\displaystyle z\to z^{d}}
- 체비쇼프 다항식

#### 예
함수 {\displaystyle h} 및 n=2의 경우
{\displaystyle h(x)={\frac {x^{2}}{1-2x^{2}}}}
뵈처 함수 {\displaystyle F}는 다음과 같다.
{\displaystyle F(x)={\frac {x}{1+x^{2}}}}

## 응용
뵈처의 방정식은 하나의 복소 변수 다항식 반복을 연구하는 정칙 동적계의 일부에서 근본적인 역할을 한다.
뵈처 좌표의 전역 속성은 파투와 두아디 및 허바드에 의해 연구되었다.

## 같이 보기
- 슈뢰더 방정식
- 외부 광선